# Келлер, Ханс (музыковед)
Ханс Келлер (нем. Hans Keller; 11 марта 1919, Вена — 6 ноября 1985, Лондон) — британский музыковед австрийского происхождения.

## Биография
Начинал учиться музыке у Оскара Адлера, несколькими десятилетиями раньше бывшего близким другом и наставником Арнольда Шёнберга. После аншлюса бежал в Великобританию, начал музыкальную карьеру как скрипач и альтист, но вскоре перешёл к музыкальной критике. Келлер был большим пропагандистом музыки Шёнберга и Бриттена (посвятившего ему третий струнный квартет). Он составил (вместе с Доналдом Митчелом) книгу статей о Бриттене, выпустил две книги о Стравинском — «Стравинский на репетиции» (англ. Stravinsky at Rehearsal; 1962) и «Стравинский увиденный и услышанный» (англ. Stravinsky Seen and Heard; 1982) — с иллюстрациями своей жены Милен Косман.
Основным вкладом Келлера в музыковедение считается его метод бессловесного функционального анализа (англ. Wordless Functional Analysis) — объяснение закономерностей определённого музыкального произведения посредством музыкального же произведения. Суть этого метода состоит в том, что, согласно Келлеру, основной вопрос анализа произведения — вопрос о том, каким образом составляющие его контрастные музыкальные темы составляют органическое единство. Универсальный ответ заключается, по мнению Келлера, в том, что на глубинном уровне эти контрастные темы имеют общую основу, и возможно создать такой музыкальный текст, который эту общность выявит и продемонстрирует. Келлеру принадлежит ряд таких произведений-анализов, посвящённых сочинениям Баха, Моцарта, Гайдна, Бетховена и Бриттена; некоторые из них даже были исполнены и транслировались радиостанцией BBC, на которой Келлер в разное время занимал различные значительные посты. Из появлений Келлера непосредственно в радиопрограммах наиболее известна мистификация 1961 года, в ходе которой Келлер с ассистенткой произвели в эфире бессмысленный набор звуков и шумов, выдав его за произведение молодого композитора-авангардиста; кроме того, в 1967 году Келлер в студии интервьюировал недавно образовавшуюся группу Pink Floyd, завершив интервью приобретшей популярность фразой: «Мне всё это кажется каким-то впадением в детство; но, в конце концов, почему бы и нет».
Скончался от амиотрофического бокового склероза (болезнь Лу Герига).